# Колијер манор — Крестхејвен (Флорида)
Колијер манор — Крестхејвен (енгл. Collier Manor-Cresthaven) је градска четврт Помпано Бича и бивше пописом одређено насељено место је у америчкој савезној држави Флорида.

## Демографија
По попису из 2000. године број становника је 7.741.
| Група             | 2000.         | 2010.    |
| Белци             | 5.219 (67,4%) | 0 (0,0%) |
| Афроамериканци    | 912 (11,8%)   | 0 (0,0%) |
| Азијати           | 85 (1,1%)     | 0 (0,0%) |
| Хиспаноамериканци | 1.260 (16,3%) | 0 (0,0%) |
| Укупно            | 7.741         | 0        |